# Bali-Gletscher
Der Bali-Gletscher ist ein rund 80 km langer, schnell fließender Gletscher an der Bakutis-Küste im westantarktischen Marie-Byrd-Land. Er fließt aus einem Gebiet nordöstlich der Executive Committee Range und nordwestlich der Crary Mountains in nördlicher Richtung zum vorgelagerten Getz-Schelfeis, das er südlich der Carney-Insel erreicht. Er gehört zu einem von neun Gletschern in diesem Gebiet, die aufgrund der globalen Erwärmung besonders rasch abschmelzen. Die weiteren acht Gletscher sind der der Genf-Gletscher, der Rio-Gletscher, der Berlin-Gletscher, der Kyoto-Gletscher, der Stockholm-Gletscher, der Paris-Gletscher, der Incheon-Gletscher und der Glasgow-Gletscher.
Namensgeberin ist seit 2021 die indonesische Insel Bali, 2007 Schauplatz der 15. UN-Klimakonferenz.